# Semiti
Semiti, semitska ljudstva ali semitske kulture (iz biblijskega Sem, hebrejsko שם‎) je naziv za etnično, kulturno ali rasno skupino, ki govori ali je govorila semitski jezik.
Izraz Semiti so prvi uporabili člani Göttingenske šole zgodovine v 70. letih  18. stoletja. Izpeljan je iz imena Noetovega sina Sema iz Prve knjige stare zaveze (Geneza)  vzporedno z izrazoma hamiti in jafetiti po imenih Semovih bratov. Izraz je izven jezikovnega področja zelo zastarel. V arheologiji se izraz včasih uporablja neformalno za starodavna semitsko govoreča ljudstva.

## Zgodovina
V davni preteklosti je bila cela zahodna Azija, razen Male Azije, naseljena s semitskimi plemeni, ki so se delila na štiri veje: babilonsko-asirski Semiti (vzhodni Semiti); kanaanski Semiti (zahodni Semiti), Aramejci (severni Semiti) in arabski Semiti (južni Semiti ali  Arabci).
Velika gorska veriga, ki se začne na sirsko-kilikijski meji in sega do Perzijskega zaliva, je na severu in vzhodu delila ozemlje Semitov od drugih narodov zahodne Azije. Nižavja na vzhodu, ki so bila del prostranih  dolin Evfrata in Tigrisa, so bila domovina starodavnih mezopotamskih civilizacij oziroma vzhodnih Semitov. Zahodno od njih je bilo ozemlje Aramejecev, na obalnih območjih Libanona in Palestine pa ozemlje Kanaancev. Proti jugu se je vse do Arabije in Sinajskega polotoka razprostiralo ozemlje južnih Semitov, prednikov sodobnih Arabcev.
Sodobni jezikoslovci delijo Semite v tri skupine: 
- akadsko govorečo skupino v sodobnem Iraku, ki  je imela okoli leta 2000 pr. n. št. dve narečji – babilonsko in asirsko
- severozahodno ali zahodno skupino z jeziki starih Amoritov, Ugaritov, Kanaancev in Aramejcev; Amoriti so znani od prve polovice 2. tisočletja pr. n. št., ko so bili še nomadi
- Jugozahodno ali južno skupino, v katero spadajo jeziki Arabcev in Amharcev. Slednji so iz Etiopije.

Glavne skupine današnjih semitskih narodov so Asirci, Amharci, Arabci, Maltežani in Judje.

## Etnična pripadnost in rasa
V rasnih klasifikacijah  Carletona S. Coona so semitska ljudstva spadala v kavkaško raso in se niso dosti razlikovala od sosednjih indoevropsko, severozahodno kavkaško ali južnokavkaško (kartvelsko) govorečih ljudstev v regiji. Ker se jezikoslovne študije prepletajo s kulturnimi študijami, se je termin "semitski" nanašal tudi na religije (starodavne semitske in Abrahamove), semitsko govoreče etnične skupnosti in seveda zgodovino teh raznolikih geografsko in jezikovno povezanih kultur.
Nekaj nedavnih genskih študij je z analizo DNA semitsko govorečih ljudstev pokazalo, da imajo nekaj skupnih prednikov. 
Študija DNA Judov in palestinskih Arabcev, vključno z Beduini, je pokazala, da so mnogo bolj sorodni med seboj kot s sosednjimi Arabci.
Genske študije kažejo, da imajo sodobni Judje (Aškenazi, Sefardi in zlasti Mizrahi), levantinski Arabci, Asirci/Sirci, Samaritani, Maroniti, Druzi, Mandenci in Mhalami skupno bližnjevzhodno deščino, ki se lahko gensko kartografira vse do starodavnega Rodovitnega polmeseca. Genske razlike med njimi kažejo na različne zgodovine teh ljudstev.

## Antisemitizem
Izraza  "antisemit" in "antisemitizem" sta sčasoma postala skoraj izključno povezana s sovraštvom in diskriminacijo predvsem Judov.
Antropologi iz 19. stoletja, kot je Ernest Renan, so v svojih prizadevanjih za opredelitev rasnih značilnosti jezikovne skupine zlahka povezovali z njihovo etnično pripadnostjo in kulturo. 
Leta 1879 je nemški novinar Wilhelm Marr začel izraz politizirati s pripovedmi o sporih med Judi in Germani v pamfletu Der Weg zum Siege des Germanenthums über das Judenthum  (Pot do zmage germanstva nad judovstvom). Jude je obtoževal, da so liberalci,  narod brez korenin in grožnja nemškemu narodu. Marr je s svojimi privrženci leta 1879 ustanovil "Antisemitsko zvezo", ki je politično delovala  izključno proti Judom. 
Ugovori glede uporabe izraza "semitski" v povezavi z raso so se pojavili že vsaj v 30. letih 20. stoletja.